# Marek Wojnarowski
Marek Wojnarowski (ur. w Sanoku) – polski duchowny rzymskokatolicki.

## Życiorys
Urodził się w Sanoku. Absolwent Szkoły Podstawowej nr 2 im. Stanisława Łańcuckiego w Sanoku z 1989 i II Liceum Ogólnokształcącego im. Marii Skłodowskiej-Curie w Sanoku z 1994. Kształcił się w Wyższym Seminarium Duchownym w Przemyślu, które ukończył w 2000 z dyplomem magistra liturgii i w tym samym roku otrzymał święcenia kapłańskie. Następnie przez trzy lata posługiwał jako wikariusz w parafii w Przemyślu, po czym rozpoczął studia z historii sztuki w Warszawie. Jeszcze w dzieciństwie za sprawą swojego krewnego, zatrudnionego w Muzeum Budownictwa Ludowego w Sanoku, Mieczysława Granatowskiego, zainteresował się sztuką cerkiewną.
Od 2006 wykładowca historii sztuki kościelnej i symboliki ikon w przemyskim Wyższym Seminarium Duchownym. W 2006 został dyrektorem Muzeum Archidiecezjalnego w Przemyślu. Od 2007 do 2013 wykładał historię sztuki i zagadnienia dotyczące sztuki sakralnej w Państwowej Wyższej Szkole Wschodnioeuropejskiej w Przemyślu. W 2007 objął funkcje Archidiecezjalnego Konserwatora Zabytków i Przewodniczącego Komisji Artystyczno-Budowlanej. W 2023 na Wydziale „Artes Liberales” Uniwersytetu Warszawskiego uzyskał stopień doktora w dziedzinie nauk humanistycznych w zakresie nauki o kulturze i religii (praca dotyczyła wierzeń eschatologicznych, obrazowanych na ikonach Sądu Ostatecznego). Od października 2024 zatrudniony w Państwowej Akademii Nauk Stosowanych w Przemyślu.